# Bílá hora (Brno)
Bílá hora v Brně je kopec (300 m n. m.) v Šlapanické pahorkatině nacházející se nad bývalou obcí Juliánov, na území městské části Brno-Židenice, v katastrálním území Židenice, pokrytý vegetací lesoparkového typu. Na jejím vrcholu se nachází Památník založení dělnického hnutí. Z vrcholu je dobrý rozhled na Brno, což během druhé světové války využila německá armáda k vybudování několika pozorovatelen, sloužících k monitorování spojeneckých náletů na průmyslové oblasti východního Brna. Menší jižní část kopce má status přírodní památky.
V letech 2014 a 2015 prošel lesopark rozsáhlou revitalizací, spočívající zejména v odstranění náletových dřevin, výsadbě nových stromů a keřů a založení trávníků. Postupně je obnovována i původní funkce ovocného sadu, především výsadbou třešní.

## Ochrana přírody
Předmětem ochrany přírodní památky o rozloze 1,65 ha je teplomilné společenstvo suchých trávníků s vegetací skalních výchozů na jižním svahu, s výskytem zvláště chráněných druhů rostlin a živočichů.
Ze silně ohrožených rostlinných druhů (kategorie C2) zde najdeme hadí mord šedý (Scorzonera cana), koniklec velkokvětý (Pulsatilla grandis) a kuřičku svazčitou (Minuartia rubra), z dalších ohrožených (kategorie C3 a C4) rostlin tam najdeme hlaváč šedavý (Scabiosa canescens), kavyl Ivanův (Stipa pennata), len tenkolistý (Linum tenuifolium), modřenec chocholatý (Muscari comosum), mochnu písečnou (Potentilla incana), ostřici nízkou (Carex humilis), česnek žlutý (Allium flavum), oman mečolistý (Inula ensifolia) či zlatovlásek obecný (Aster linosyris). Mezi křovinami je zastoupena vzácnější růže malokvětá (Rosa micrantha).
Měkkýše zastupuje páskovka žíhaná (Caucasotachea vindobonensis), suchomilka obecná (Xerolenta obvia), žitovka obilná (Granaria frumentum), z hmyzu je běžná kudlanka nábožná (Mantis religiosa), z obratlovců ještěrka obecná (Lacerta agilis), mezi ptáky krutihlav obecný (Jynx torquilla), lejsek šedý (Muscicapa striata), strakapoud jižní (Dendrocopos syriacus) a ťuhýk obecný (Lanius collurio).

## Geologie
Podloží tvoří jurské biomikritové vápence jurského stáří, podobným těm na sousední Stránské skále. Pokryv je tvořen rendzinou, sprašemi, hnědozemí a černozemí.

## Galerie

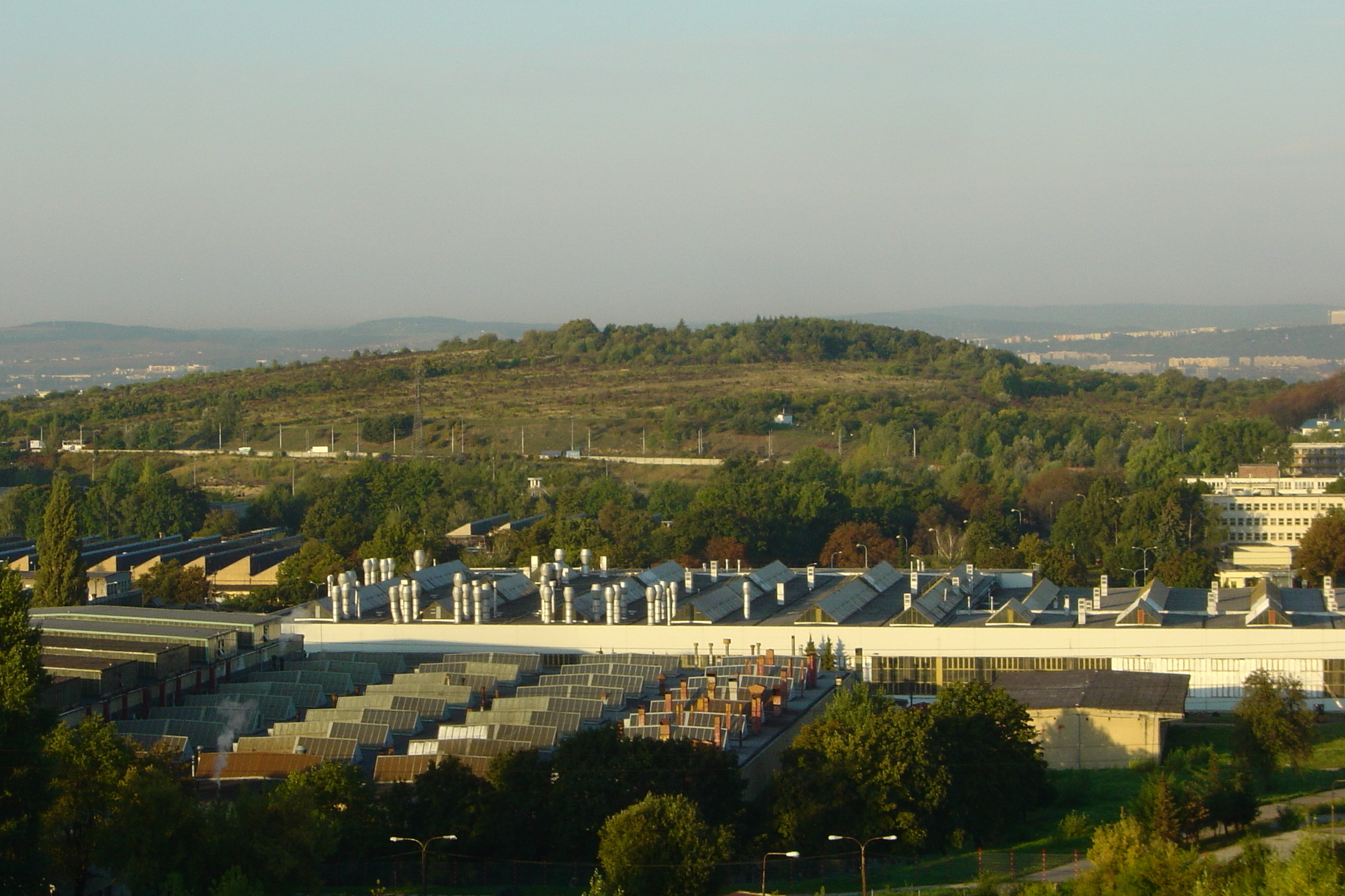
Bílá hora – pohled od severovýchodu, ze sídliště Brno-Líšeň. V popředí areál továrny Zetor, a.s.
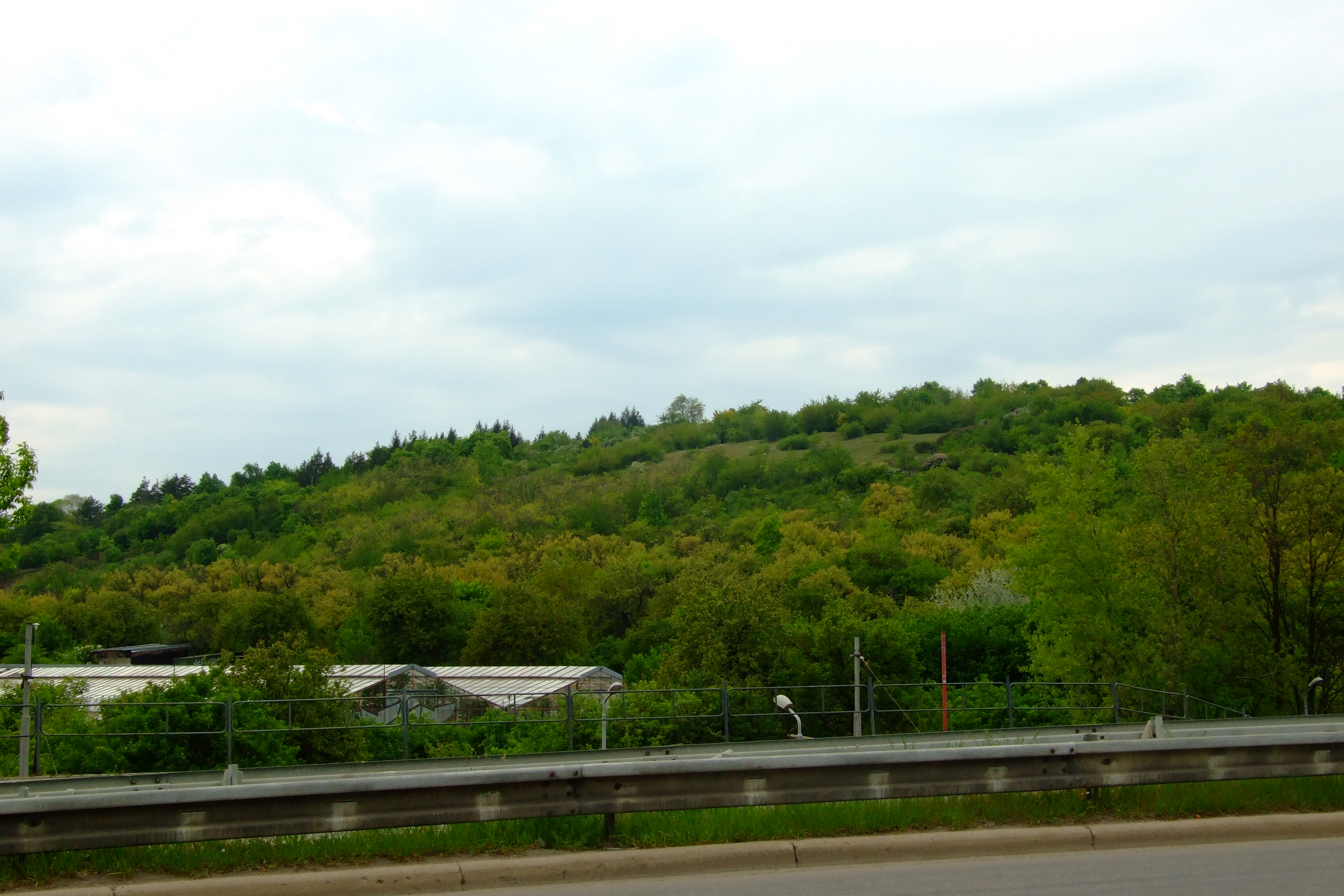
Pohled na Bílou horu od jihozápadu
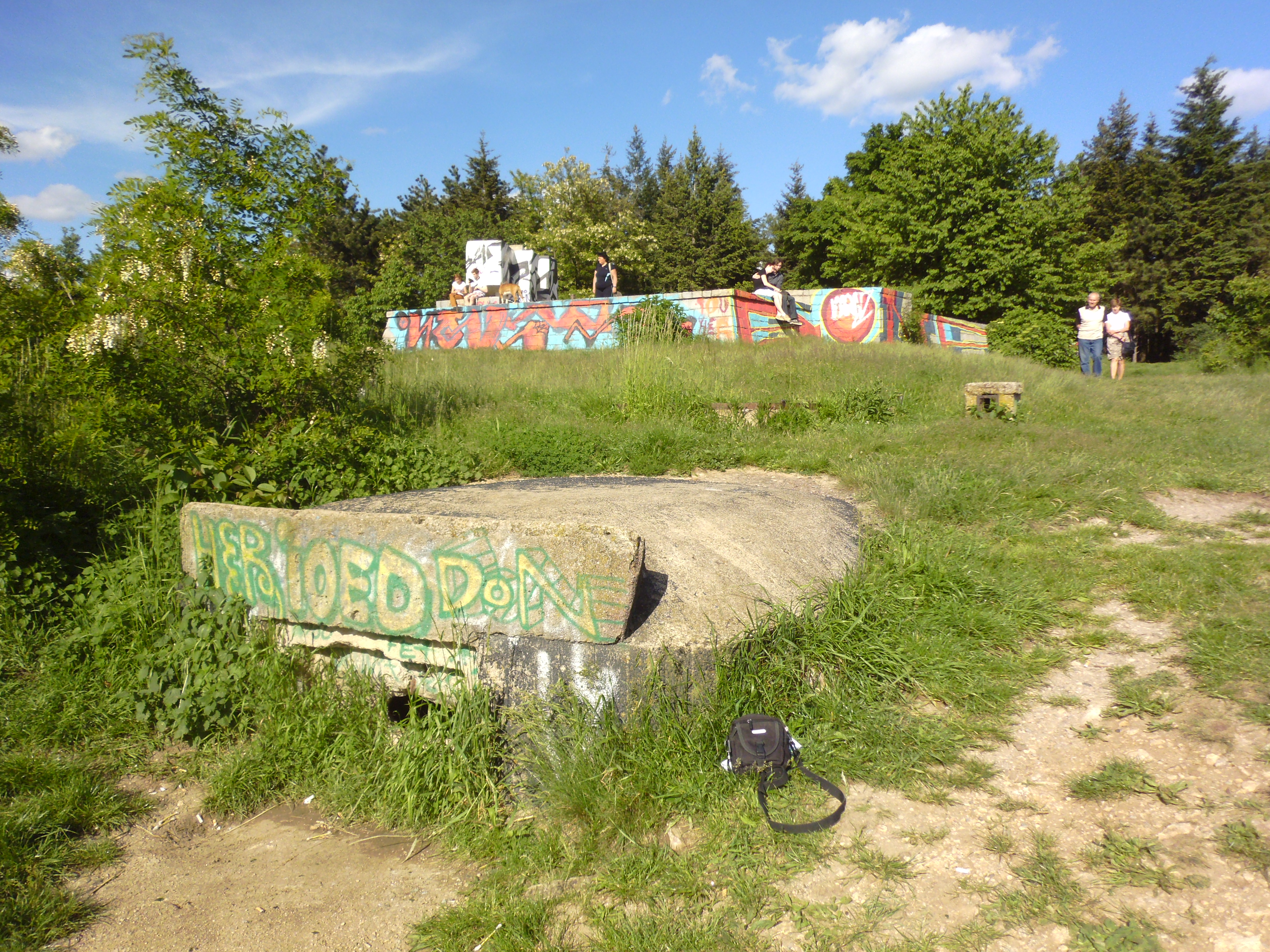
Pozorovatelna na Bílé hoře v Brně
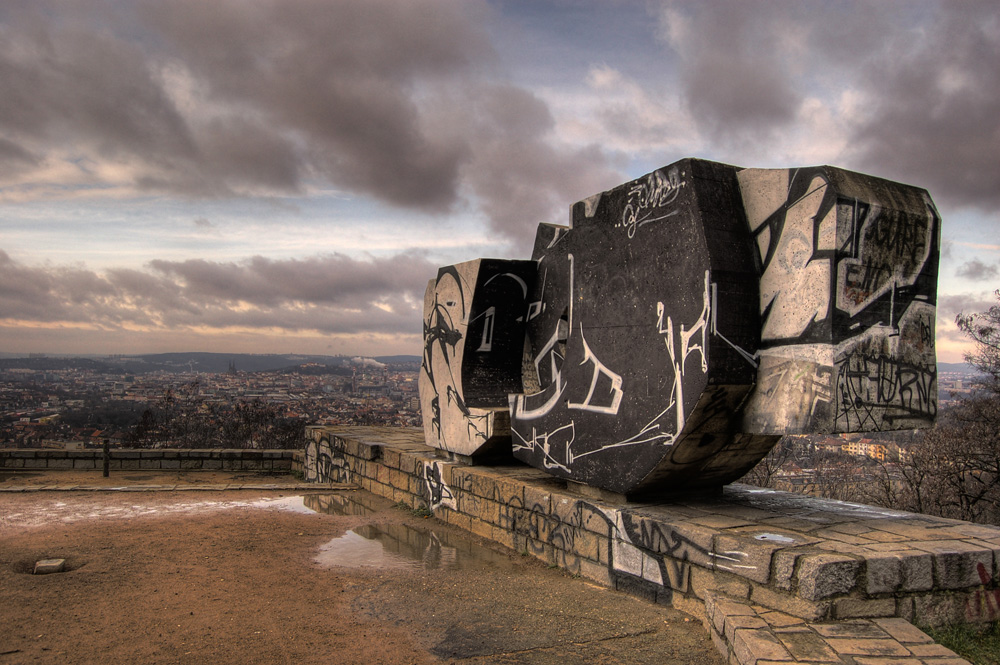
Památník založení dělnického hnutí
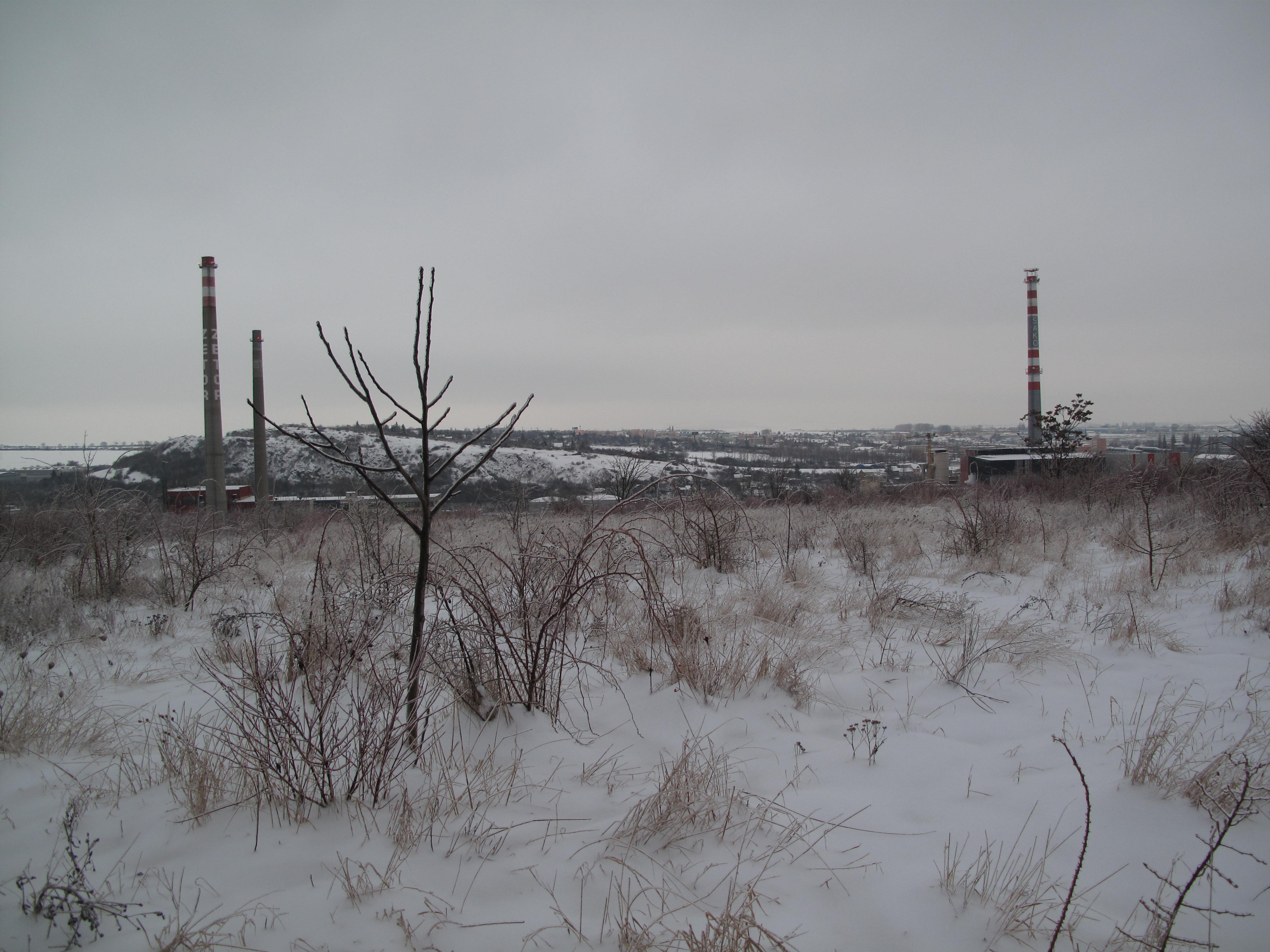
Bílá hora v zimě